# Schizonycha humbloti
Schizonycha humbloti är en skalbaggsart som beskrevs av Marc Lacroix 1989. Schizonycha humbloti ingår i släktet Schizonycha och familjen Melolonthidae. Inga underarter finns listade i Catalogue of Life.